# سوسک گل سرخ
سوسک گل سرخ (نام علمی: Cetonia aurata) یکی از انواع سرگین‌چرخانان و یکی از آفات گل رز است.
به آن، سوسک گل سرخ سبزرنگ هم گفته شده است.
طول بدن این سوسک ۲۰ میلی‌متر است و رنگش سبز فلزی است. از نظر ساختاری و پوسته مجزا و بدنش به شکل V است. ممکن است چندین خط و علامت کوچک و نامنظم سفید داشته باشد.  قسمت زیرین سوسک دارای رنگ مسی است و قسمت بالایی آن گاهی برنزه، مسی، بنفش، آبی/سیاه یا خاکستری است.

## نگارخانه

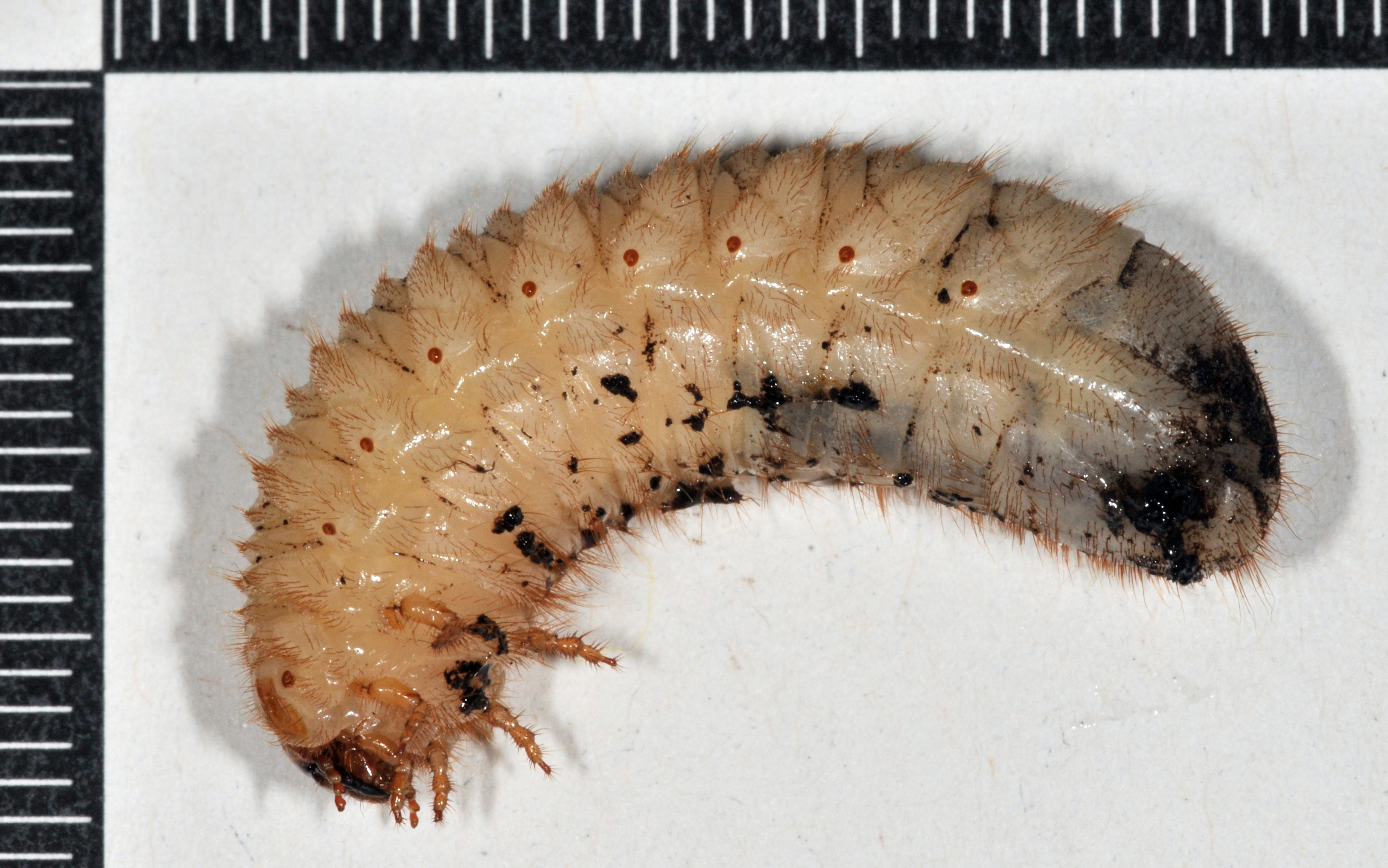
لارو
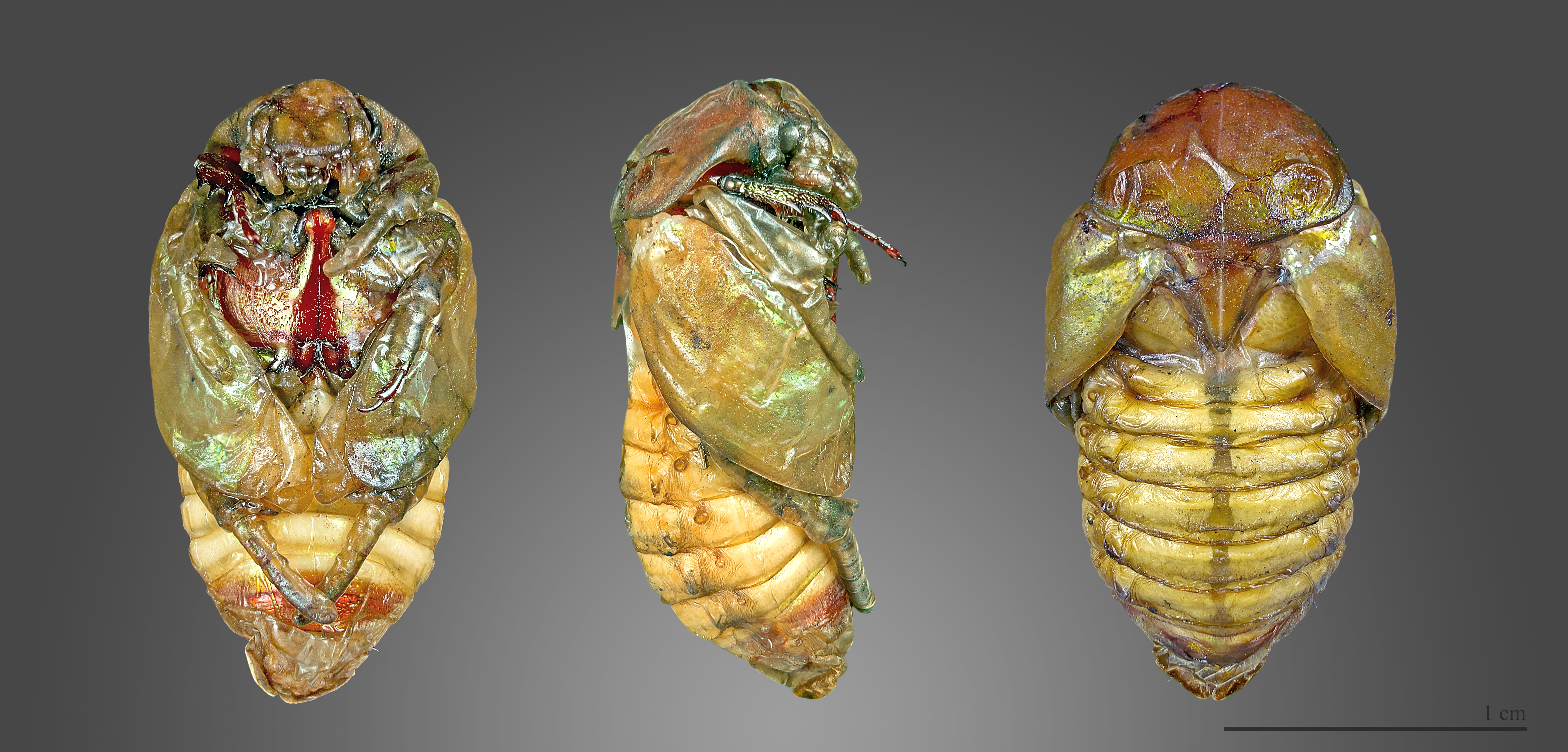
Nymph
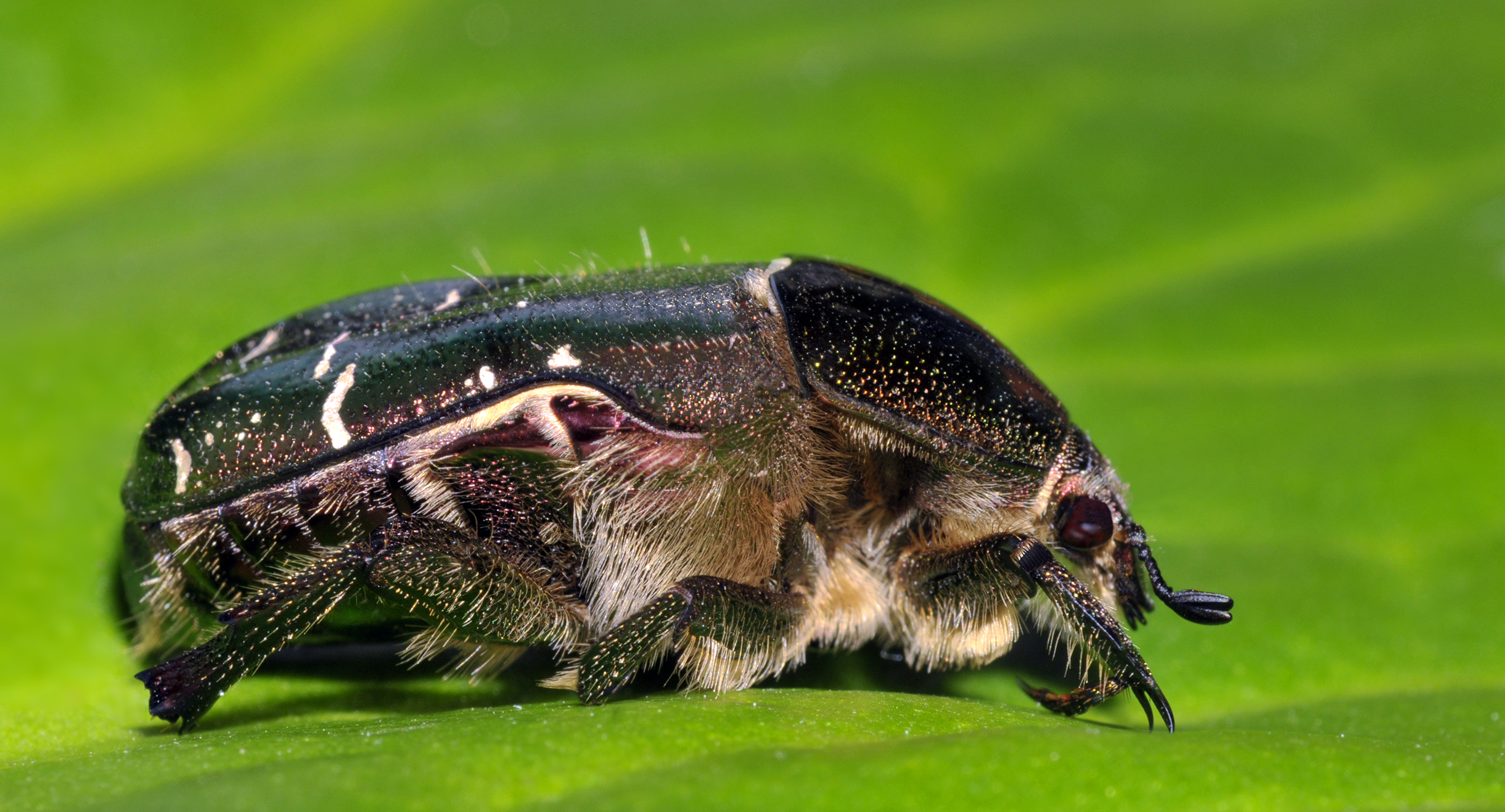
از پهلو
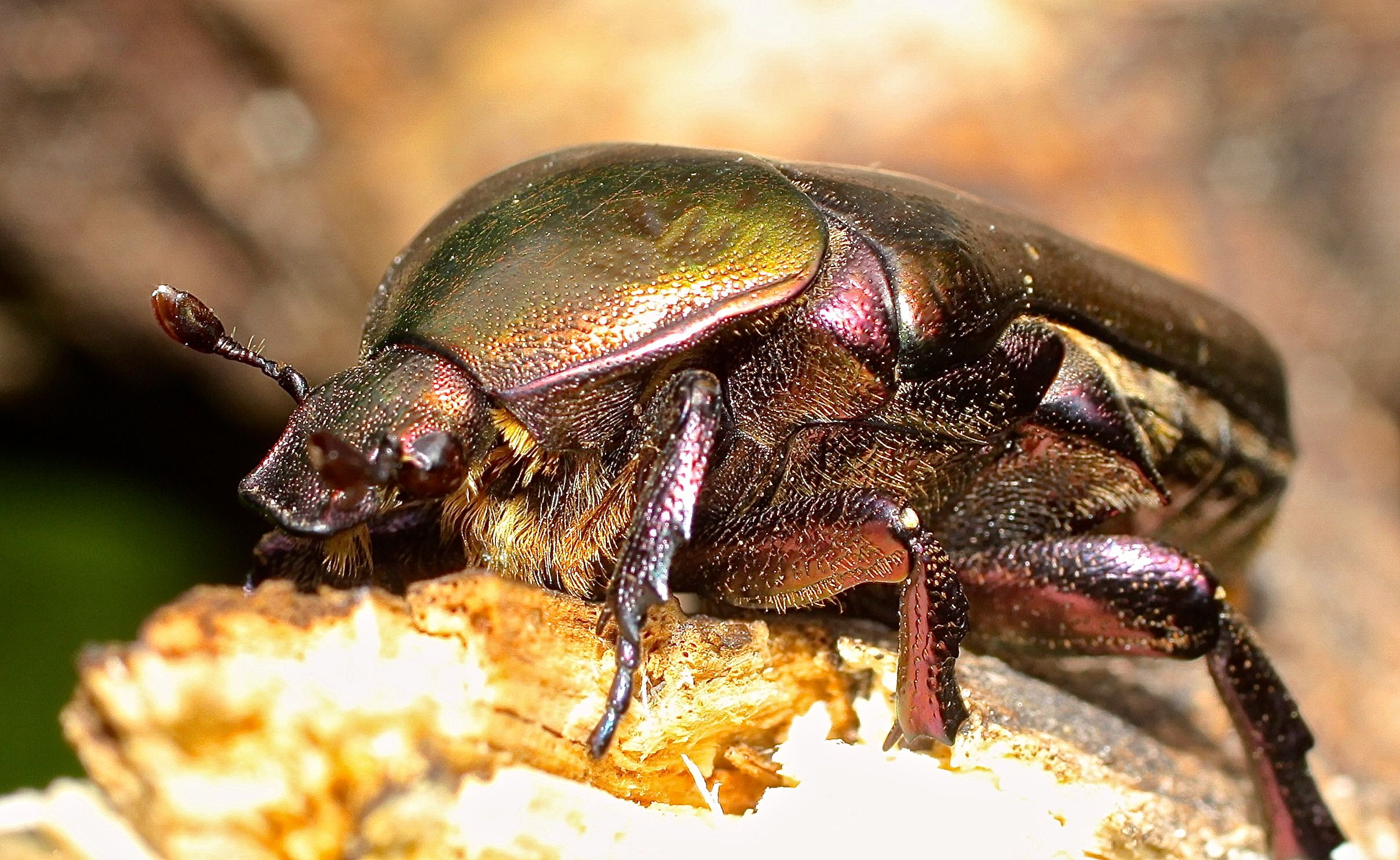
نمای نزدیک
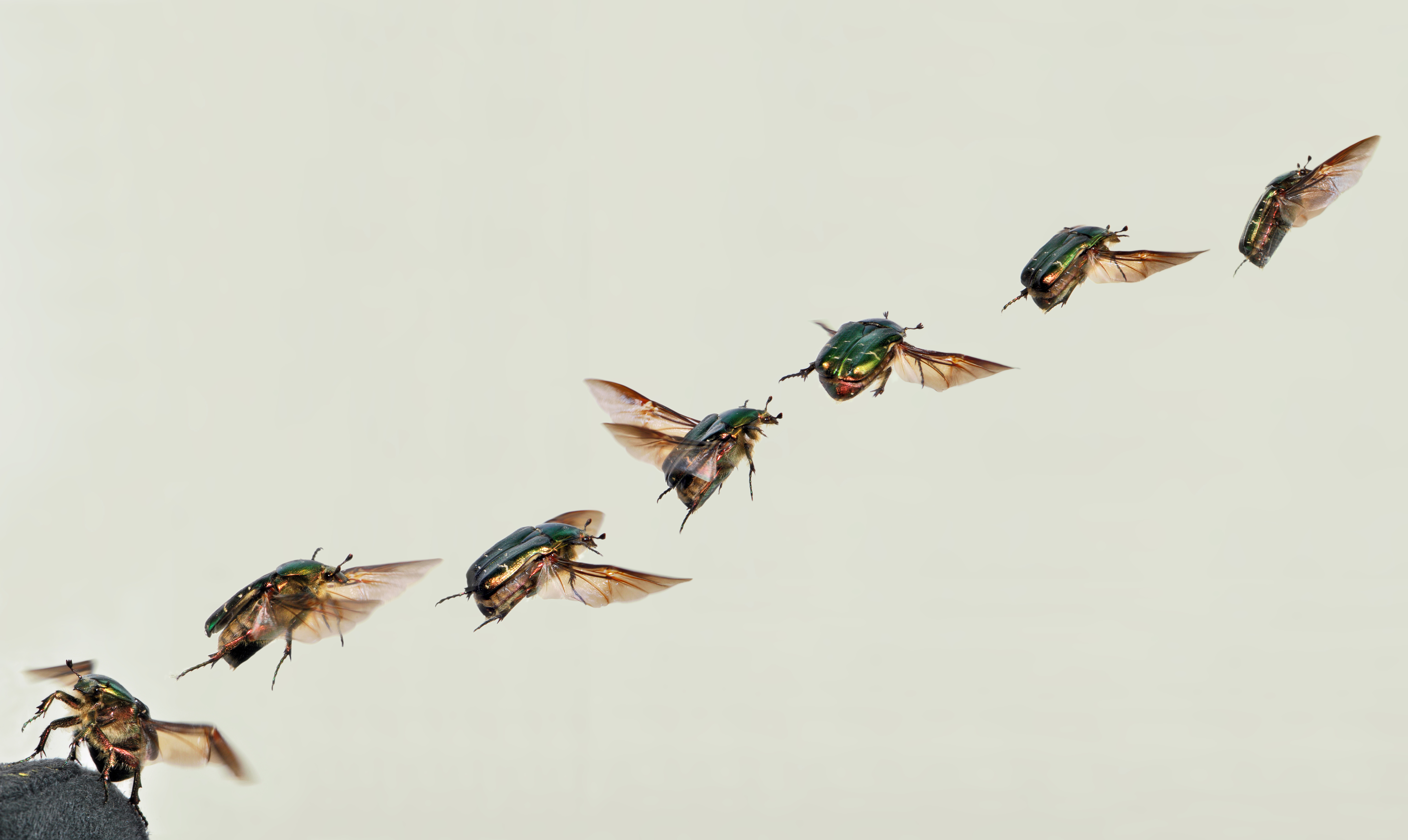
الگوی پرواز سوسک تغذیه‌کننده از گل رز